# NWA World Historic Welterweight Championship
L'NWA World Historic Welterweight Championship (Campeonato Mundial Histórico de Peso Welter de la NWA in lingua spagnola) è un titolo della divisione dei pesi welter utilizzato dalla federazione messicana Consejo Mundial de Lucha Libre (CMLL). Questo titolo è in genere riservato ai lottatori che pesano tra 70 e 78 kg anche se questa restrizione del peso non viene sempre applicata.
Il titolo è attivo dal 2010, anno in cui fu introdotto per sostituire il NWA World Welterweight Championship.

## Storia
La CMLL, nata come Empresa Mexicana de Lucha Libre (EMLL), introdusse un suo primo titolo dedicato alla divisione dei pesi welter nel 1948 con il World Welterweight Championship. Quando nel 1952 si affiliò alla NWA, questa adottò il titolo come proprio, aggiungendogli il prefisso NWA, rimanendo promosso in Messico anche quando la EMLL lasciò la NWA nel corso degli anni '80, iniziando a promuovere anche il Mexican National Welterweight Championship come titolo secondario della divisione di peso. Nel 1991 la EMLL cambiò nome in Consejo Mundial de Lucha Libre (CMLL) e introdusse dei propri titoli mondiali, tra cui il CMLL World Welterweight Championship, introdotto nel 1992.
All'introduzione del titolo del CMLL, l'allora detentore del NWA World Welterweight Championship Misterioso lasciò la federazione, rendendo vacante il titolo che non fu riassegnato fino all'inverno del 1995. Il titolo fu inoltre parte di un torneo per creare la J-Crown, e rimase attivo in Giappone anche al termine della vita della J-Crown, fino al 2007, quando La Sombra riportò il titolo in Messico.
Nel 2010 la National Wrestling Alliance chiese dalla CMLL di smettere di promuovere i loro titoli, dal momento che la federazione non era più affiiliata alla NWA. Dopo un iniziale rifiuto, il 12 agosto 2010 la CMLL restituì alla NWA i suoi titoli, istituendo il NWA World Historic Welterweight Championship mantenendo l'acronimo NWA nel nome ma non essendo più legato ai suoi titoli, e rendendo Mephisto il campione inaugurale, in quanto detentore del corrispondente titolo NWA al momento del cambio.

## Albo d'oro
| Legenda  |                                                                               |
| -------- | ----------------------------------------------------------------------------- |
| #        | Indica il numero del regno titolato                                           |
| Regno    | Viene indicato il numero del regno del campione                               |
| Data     | La data in cui il titolo è stato vinto                                        |
| Località | Indica il luogo in cui il titolo è stato vinto                                |
| Note     | Indica notizie particolari riguardanti i cambi di titolo o altre informazioni |

| #  | Campione           | Regno | Data             | Giorni | Località                    | Evento                             | Note | Fonti |
| -- | ------------------ | ----- | ---------------- | ------ | --------------------------- | ---------------------------------- | --- | ----- |
| 1  | Mephisto           | 1     | 12 agosto 2010   | 213    | Città del Messico, Messico  | Conferenza stampa all'Arena México | Mephisto era il detentore del NWA World Welterweight Championship quando la CMLL rese i titoli alla NWA, ragion per cui fu nominato campione inaugurale del nuovo titolo. | [ 3 ] |
| 2  | La Sombra          | 1     | 13 marzo 2011    | 337    | Città del Messico, Messico  | Domingo Familiar                   | |       |
| 3  | Negro Casas        | 1     | 13 febbraio 2012 | 475    | Puebla de Zaragoza, Messico | House show                         | |       |
| 4  | Mascara Dorada     | 1     | 2 giugno 2013    | 170    | Città del Messico, Messico  | Sin Salida                         | |       |
| 5  | Volador Jr.        | 1     | 19 novembre 2013 | 199    | Città del Messico, Messico  | Martes Popular                     | |       |
| 6  | La Sombra          | 2     | 6 giugno 2014    | 56     | Città del Messico, Messico  | Super Viernes                      | In un incontro in cui era in palio anche il NWA World Historic Middleweight Championship detenuto da La Sombra.                                                           |       |
| 7  | Volador Jr.        | 2     | 1 agosto 2014    | 1.337  | Città del Messico, Messico  | Juicio Final                       | |       |
| 8  | Matt Taven         | 1     | 30 marzo 2018    | 126    | Città del Messico, Messico  | Super Viernes                      | |       |
| 9  | Volador Jr.        | 3     | 3 agosto 2018    | 1.631  | Città del Messico, Messico  | House show                         | | [ 4 ] |
| 10 | Rocky Romero       | 1     | 20 gennaio 2023  | 328    | Città del Messico, Messico  | Super Viernes                      | | [ 5 ] |
| 11 | Mascara Dorada 2.0 | 1     | 15 dicembre 2023 | 454+   | Città del Messico, Messico  | Super Viernes                      | |       |